# Doñihue
Doñihue är en kommun i Chile.   Den ligger i provinsen Provincia de Cachapoal och regionen Región de O'Higgins, i den södra delen av landet, 90 km söder om huvudstaden Santiago de Chile.
Trakten runt Doñihue består till största delen av jordbruksmark. Runt Doñihue är det ganska glesbefolkat, med 23 invånare per kvadratkilometer.